# Aleppo International Stadium
Das Aleppo-International-Stadion (arabisch ستاد حلب الدولي, französisch Stade international d’Alep) ist ein Stadion in Aleppo. 
Das Stadion ist im Jahre 2008 das größte in Syrien und wird meist für Fußballspiele genutzt. Es dient als eigene Spielstätte des Fußballclubs al-Ittihad. Das Stadion ist neben dem Abbasiden-Stadion Nationalstadion der syrischen Nationalmannschaft. Das Stadion wurde 2007 im Beisein des syrischen Präsidenten Baschar al-Assad eröffnet. Es bietet 52.300 Zuschauern Platz.
Zur Eröffnung des Stadions spielte am 3. April 2007 Al-Ittihad ein Freundschaftsspiel gegen Fenerbahçe Istanbul aus der Türkei, das 2:2 endete.